# Sergije II. Carigradski
Sergije II. Studit (grčki Σέργιος Β′ ὁ Στουδίτης) († Konstantinopol, srpanj 1019.) bio je patrijarh Carigrada (srpanj 1001. — 1019.). Naslijedio je Sisinija II. Carigradskog te je bio rođak patrijarha Focija I. Prije nego što je postao patrijarh, Sergije je bio opat samostana Manuela ili samostana Stoudiosa.
Prema kasnijoj legendi, Sergije II. je bio u sukobu s papom Sergijem IV.
Naslijedio ga je Eustacije Carigradski.